# Comuna Onîkieve, Mala Vîska
Onîkieve (în ucraineană Оникієве) este o comună în raionul Mala Vîska, regiunea Kirovohrad, Ucraina, formată din satele Leninske, Novokrasne, Novomîhailivka, Novoonîkieve și Onîkieve (reședința).

## Demografie
Componența lingvistică a comunei Onîkieve
     Ucraineană (96,02%)
     Rusă (2,3%)
     Alte limbi (1,39%)
Conform recensământului din 2001, majoritatea populației comunei Onîkieve era vorbitoare de ucraineană (96,02%), existând în minoritate și vorbitori de rusă (2,3%).